# It's a Love Cult
It's a Love Cult è il decimo album in studio della band norvegese Motorpsycho.

## Tracce
1. Überwagner or a Billion Bubbles in My Mind – 5:36
2. Circles – 3:59
3. Neverland – 4:01
4. This Otherness – 6:30
5. Carousel – 7:16
6. What if... – 4:15
7. The Mirror and the Lie – 6:43
8. Serpentine – 5:15
9. Custer's Last Stand (One More Daemon) – 4:06
10. Composite Head – 2:25

- #1, #2, #4, #7, #9 di Sæther.
- #3, #5, #10 di Ryan/Sæther.
- #8 di Ryan.
- #6 di Gebhardt.
- Arrangiamenti orchestrali sulla traccia #5, #7 di B. Slagsvold.
- Arrangiamenti dei fiati sulla traccia #6 di L. Horntveth, H. Gebhardt.

## Formazione
- Bent Sæther: basso, voce, chitarra, piano, harmonium, Mellotron, percussioni, organo Viscount
- Hans Magnus Ryan: chitarre, voce, piano Rhodes, ARP, sidstation, harmonium elettrico, organo Viscount, percussioni, lap-steel
- Håkon Gebhardt: batteria, voce, banjo, percussioni, zither, chitarre, glockenspiel, lap-steel

con:
- Helge Sten (Deathprod): audio virus, Echoplex, filtri, Theremin, percussioni
- Baard Slagsvold: piano, voce, Mellotron, Clavinette, organo Hammond

e:
- Archi suonati da: Øyvind Fossheim, Vegard Johnsen, André Orvik, Hans Morten Stensland, Jon W. Sønstebø e Anne Britt Søvig Årdal
- Corni e fiati suonati da: Ketil Vestrum Einarsen, Lars Horntveth, Anne-Grethe Orvik, Øyvind Brække, Mathias Eick.